# Galhauban

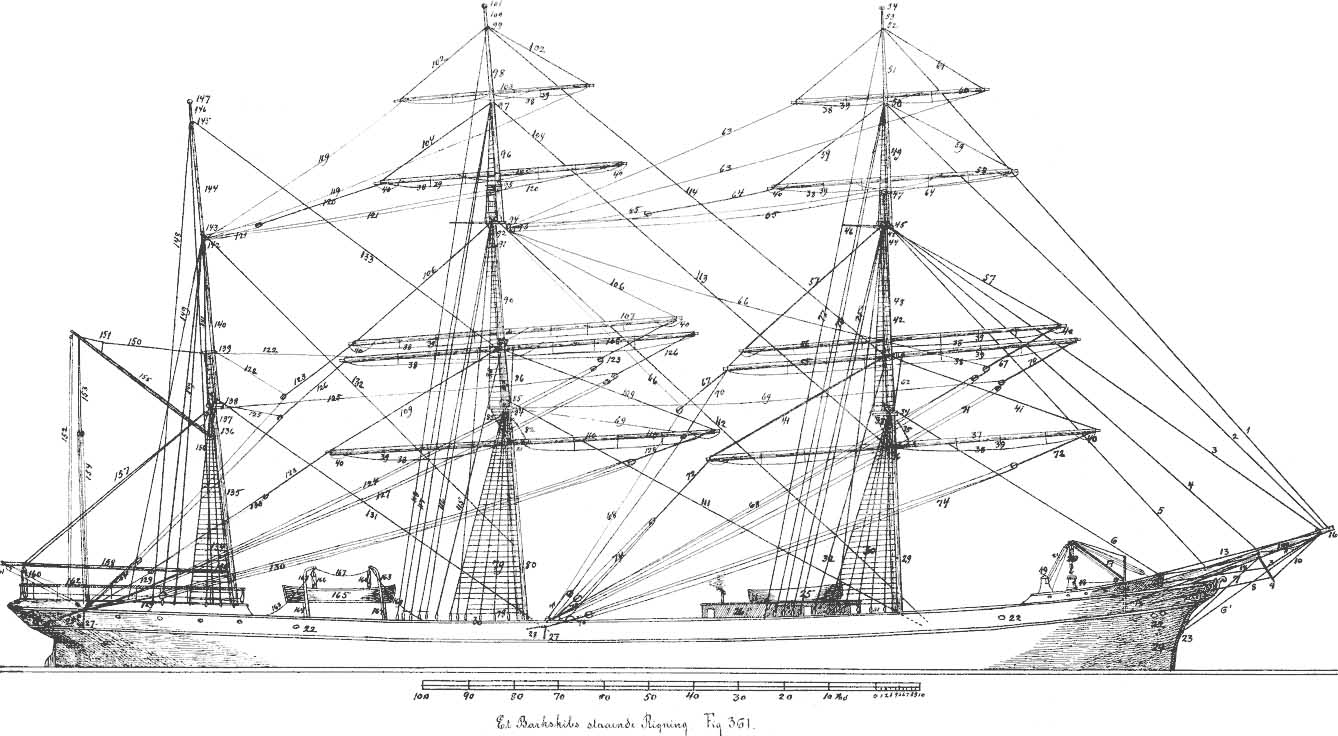
Les galhaubans partent du sommet de chaque mât (et du sommet de chaque partie de mât au-dessus de la hune) jusqu'au pont, tandis que les haubans sont fractionnés et raidissent chaque tronçon de mât en forme d'échelle.

Apparus au XVIIe siècle, le terme galhauban désigne un type de cordage en chanvre ou en acier, attachés en tête de mât jusqu'au pont, servant à raidir la partie supérieure d'un mât sur les côtés et vers l'arrière, pour un vieux gréement. Il ne désigne sur les gréements bermudiens modernes que les haubans latéraux qui partent du sommet du mât jusqu'au pont. Ils sont maintenus écartés du mât par des barres de flèches.

## Description

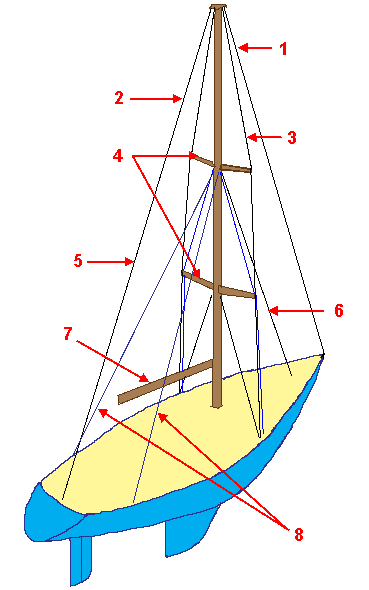
Schéma d'un gréement bermudien, les galhaubans portent le numéro 3.

### Vieux gréements
Sur les vieux gréements, le nom spécifique du galhauban dépend de la partie de mât qu'il assujétit : galhauban de flèche, galhauban de hune, galhauban de perroquet.
Ils constituent les plus longues manœuvres dormantes d'un navire qui descendent de la tête d'un mât ou du sommet de chaque partie de mât (au-dessus de la hune), jusqu'au pont, offrant une forte rigidité, à la différence des haubans qui, sur les vieux gréements, sont fractionnés, raidissant chaque tronçon de mât.
Les grands voiliers ont généralement quatre galhaubans pour chaque mâts de hune et trois pour chaque mât de perroquet.
Très utilisés avec les mâts en bois car ils permettaient d'en alléger la structure, ils sont tombés en désuétude avec les progrès techniques (mâts métalliques puis en matériaux composites).

### Gréements bermudiens modernes
Sur les gréements bermudiens modernes le galhauban est synonyme de hauban, il part du sommet du mât jusqu'au pont, séparés du mât par des barres de flèches. Les haubans disposés vers l'arrière ne sont pas appelés galhaubans mais pataras,. Ils sont maintenus écartés du mât par des barres de flèches,. Le réglage de la tension des galhaubans, étais et pataras permet de cintrer plus ou moins le mât concerné et de contribuer ainsi au réglage global du voilier.

## Synthèse
| Orientation          | Cordage / câble            | Cordage / câble                             | Vieux gréement                      | Vieux gréement           | Gréement bermudien       | Gréement bermudien       |
| -------------------- | -------------------------- | ------------------------------------------- | ----------------------------------- | ------------------------ | ------------------------ | ------------------------ |
| Orientation          | Cordage / câble            | Cordage / câble                             | Attaché en sommet de mât            | Attaché en milieu de mât | Attaché en sommet de mât | Attaché en milieu de mât |
| Latéral              | de maintien latéral du mât | du sommet de mât (ou partie de mât) au pont | Galhauban (de perroquet, de flèche) | Galhauban (de hune)      | Haubans / Galhauban      | bas-hauban               |
| Latéral              | de maintien latéral du mât | fractionné par tronçon de mât               | Haubans                             | Bas-hauban               | Haubans / Galhauban      | bas-hauban               |
| Dans l'axe du navire | de maintien arrière du mât | de maintien arrière du mât                  | Galhauban / Pataras                 | Galhauban / Bastaque     | Pataras                  | Bastaque                 |
| Dans l'axe du navire | de maintien avant du mât   | de maintien avant du mât                    | Etai                                | Bas-étai                 | Etai                     | Bas-étai                 |
| Dans l'axe du navire | entre les mâts             |                                             | Etai                                | Bas-étai                 | Etai                     | Bas-étai                 |